# Gegê Chaia
George Frederico Torres Homem Chaia (Rio de Janeiro, 8 de março de 1991) mais conhecido como Gegê, é um jogador de basquetebol brasileiro, que atua como armador. Atualmente, atua pela equipe do Pato Basquete.

## Carreira
Formado na base do Tijuca Tênis Clube, Gegê deixou o clube aos 17 anos, para jogar na Espanha, no Torrejon.
Em 2010, voltou ao Brasil, por empréstimo, para jogar no Flamengo. Na passagem, fez parte do elenco campeão da primeira edição da Liga de Desenvolvimento Olímpico, torneio nacional Sub-21. Ao fim da temporada, assinou pelo Tijuca e disputou pela equipe o NBB 2011-12.
Gegê voltou ao Flamengo já na temporada seguinte, conquistando o Campeonato Carioca pelo clube.
Ao fim da temporada 2015-2016 depois de ter sido campeão do NBB, Gegê não teve seu contrato renovado com o Flamengo, assim deixou o clube carioca tendo conquistado 11 títulos, entre eles quatro NBB, uma Liga das Américas e um Mundial Interclubes.
Ano seguinte, atuou pela equipe de Bauru, se consagrando, pela quinta vez consecutiva, campeão do NBB. A conquista o igualou ao ex-armador da Seleção Brasileira Maury de Souza como os únicos a serem campeão brasileiro cinco vezes consecutivas.

## Títulos
Flamengo
- Liga das Américas: 2014
- Campeonato Brasileiro: 2012-13, 2013-14, 2014-15 e 2015-16

Bauru
- Campeonato Brasileiro: 2016-17

## Estatísticas

### Temporada regular do NBB
| Ano      | Equipe   | PJ  | MPJ  | 2P%  | 3P%  | LL%   | RT  | AS  | BR  | TO | PPJ |
| -------- | -------- | --- | ---- | ---- | ---- | ----- | --- | --- | --- | -- | --- |
| 2011–12  | Tijuca   | 27  | 17.7 | .517 | .342 | .625  | 1.7 | 1.8 | 1.0 | .0 | 4.8 |
| 2012–13† | Flamengo | 34  | 17.7 | .393 | .264 | .771  | 2.1 | 2.1 | .7  | .0 | 3.5 |
| 2013–14† | Flamengo | 32  | 30.0 | .553 | .316 | .795  | 2.3 | 5.4 | 1.5 | .0 | 6.2 |
| 2014–15† | Flamengo | 26  | 16.7 | .357 | .304 | .750  | 1.1 | 3.3 | .7  | .0 | 3.2 |
| 2015–16  | Flamengo | 24  | 17.9 | .455 | .302 | 1.000 | 2.3 | 2.6 | .8  | .0 | 3.1 |
| Carreira | Carreira | 143 | 20.0 | .473 | .306 | .743  | 1.9 | 3.0 | .9  | .0 | 4.2 |

### Playoffs do NBB
| Ano      | Equipe   | PJ | MPJ  | 2P%  | 3P%  | LL%   | RT  | AS  | BR  | TO | PPJ |
| -------- | -------- | -- | ---- | ---- | ---- | ----- | --- | --- | --- | -- | --- |
| 2012     | Tijuca   | 4  | 22.5 | .333 | .667 | .833  | 1.7 | 1.5 | 1.5 | .3 | 4.8 |
| 2013†    | Flamengo | 9  | 13.7 | .400 | .450 | 1.000 | .9  | 1.4 | .4  | .0 | 3.9 |
| 2014†    | Flamengo | 9  | 14.8 | .600 | .125 | 1.000 | 1.6 | 2.0 | 1.3 | .0 | 2.7 |
| 2015†    | Flamengo | 10 | 13.2 | .444 | .071 | .000  | .8  | 2.4 | 1.2 | .0 | 1.1 |
| Carreira | Carreira | 32 | 16.1 | .455 | .200 | .769  | 1.2 | 1.8 | 1.1 | .1 | 2.8 |